# میفود
میفود (به انگلیسی: Meifod) یک منطقهٔ مسکونی در بریتانیا است که در پویس واقع شده‌است. میفود ۱٬۳۲۲ نفر جمعیت دارد.